# Blauer Bock (Magdeburg)

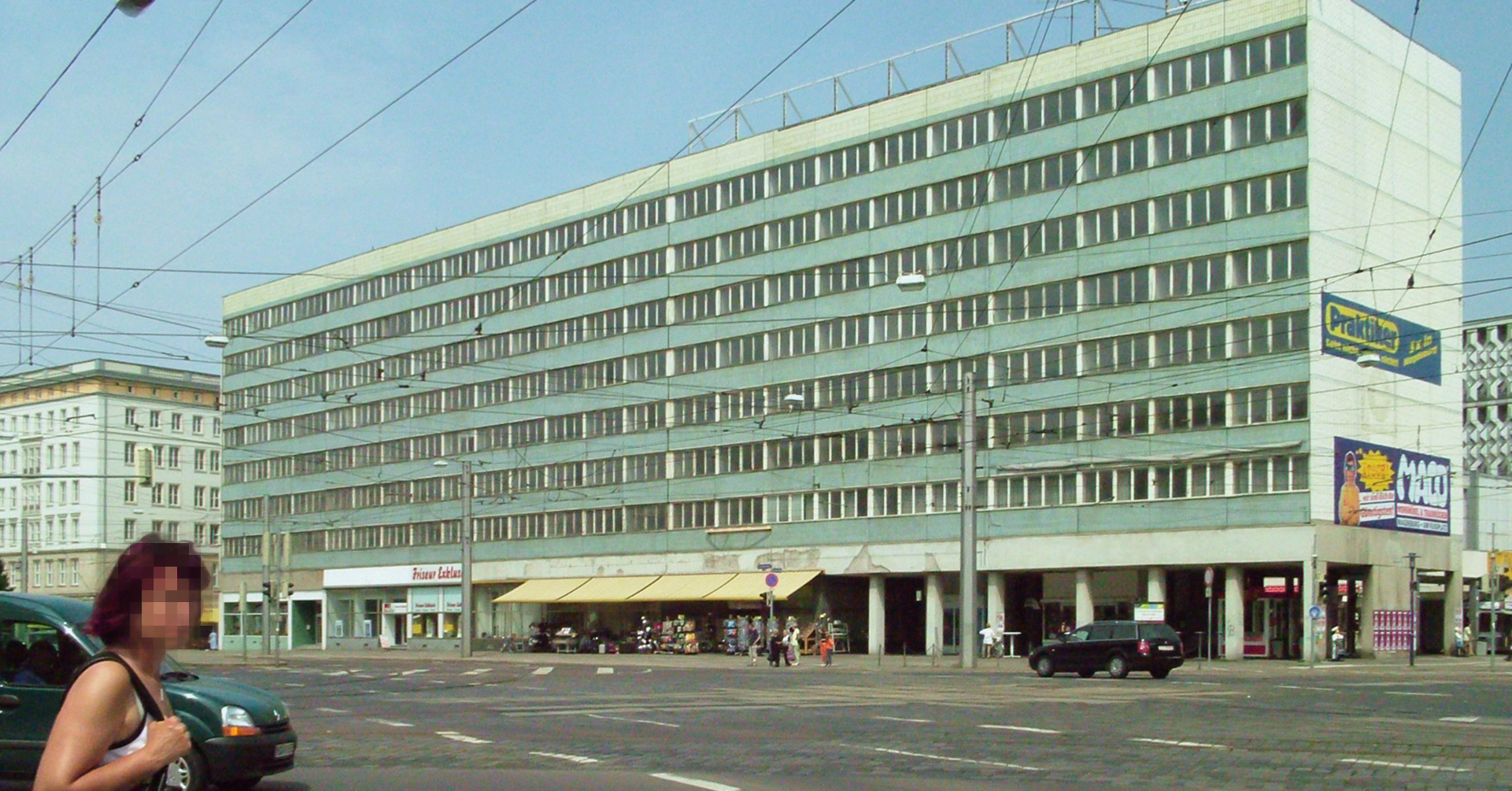
Blauer Bock 2004

Der Blaue Bock war ein Gebäude im Stadtzentrum von Magdeburg.

## Lage
Das Gebäude stand in der Altstadt von Magdeburg südlich vom Centrum Warenhaus am Breiten Weg (ehemals: Karl-Marx-Straße) an der Ecke Ernst-Reuter-Allee (ehemals: Wilhelm-Pieck-Allee). In der Nähe befinden sich der Alte Markt und der Hauptbahnhof. Nördlich des Gebäudes stand das Glaskunstwerk Lied der Arbeit.

## Gebäude
Der Blaue Bock war ein Plattenbau mit 321 Wohnungen, verteilt auf 7 Etagen.
Das Gebäude war etwa 90 Meter lang und etwa 27 Meter hoch. Im Erdgeschoss gab es verschiedene Läden, u. a. die Filiale des Reisebüros der DDR. Es gab einen Verbindungsgang zum Karstadt-Warenhaus (ehemals: Centrum Warenhaus).
Die Fassade bestand größtenteils aus blauen Kacheln. Zu Beginn galt das Gebäude als modern, da es in den Wohnungen Gegensprechanlagen und auf jeder Etage Müllschlucker gab. Im Untergrund war außerdem ein Schutzraum eingerichtet.

## Geschichte

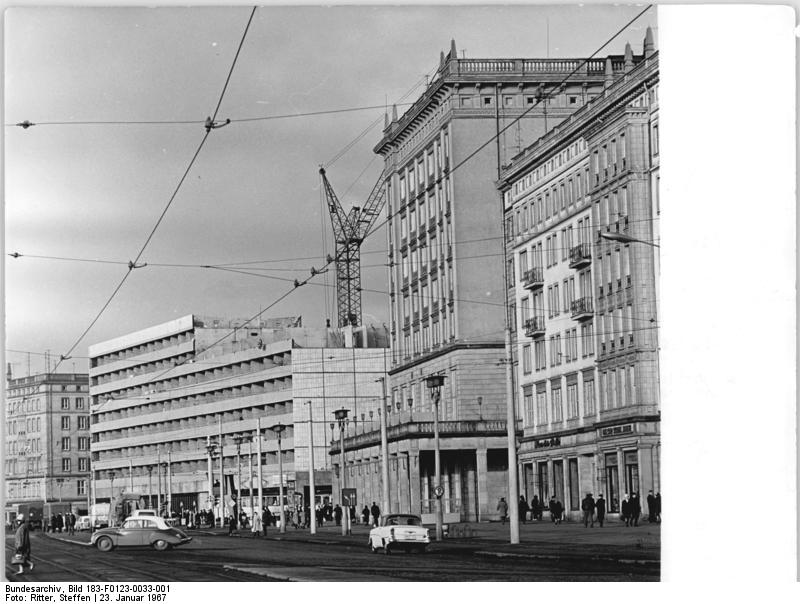
Bau des Blauen Bocks

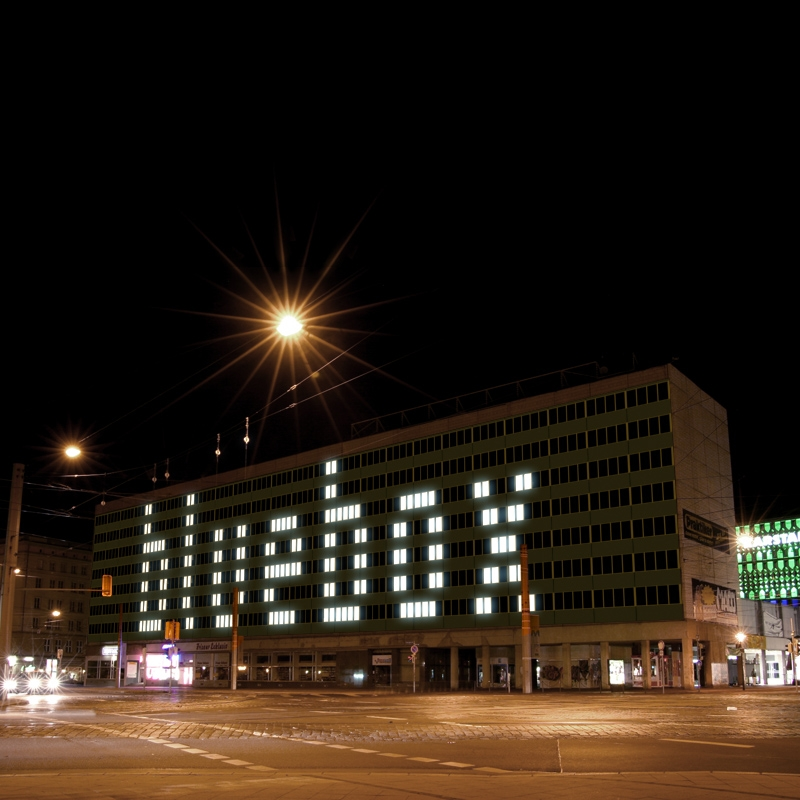
Projekt bluebox

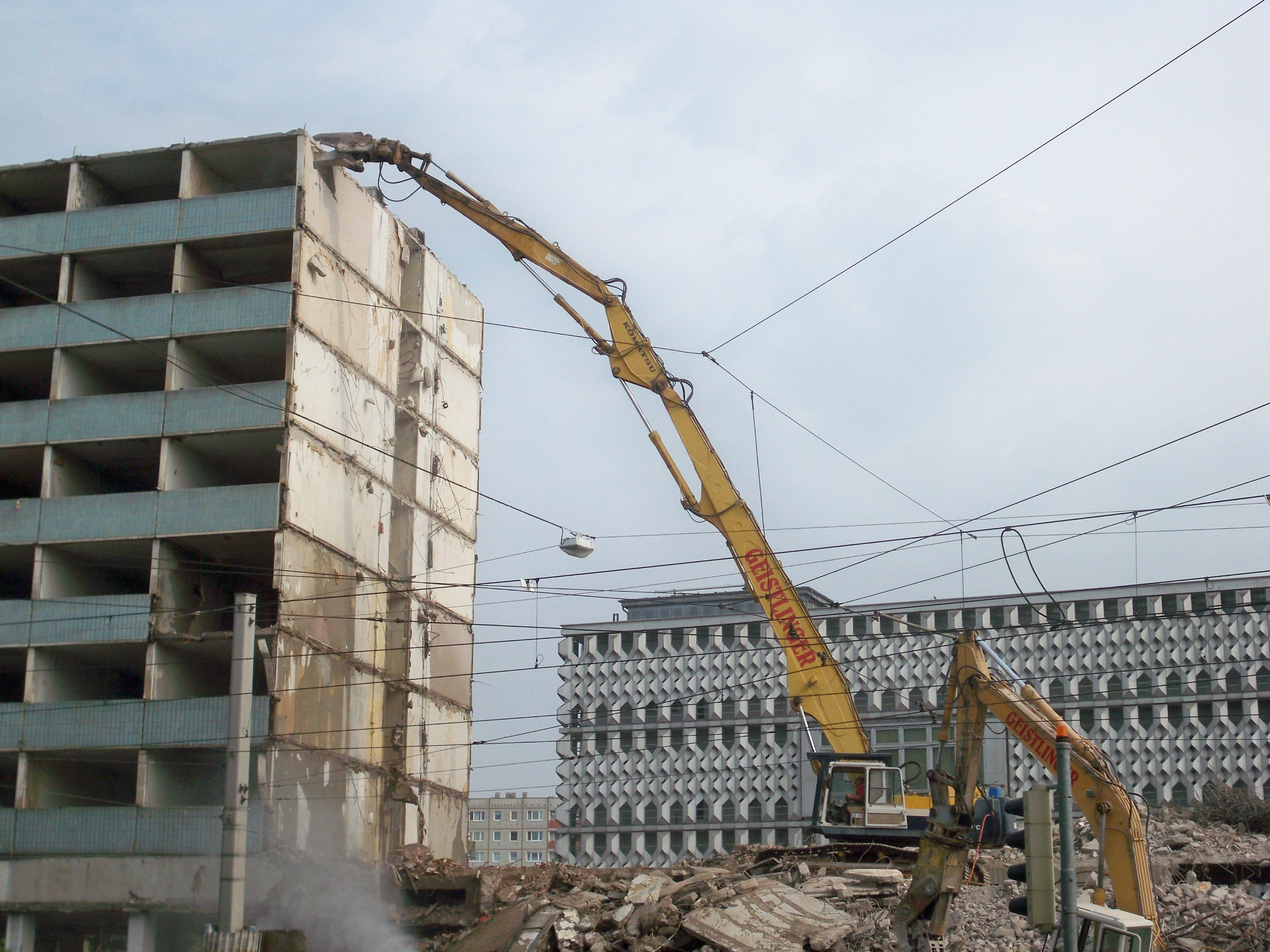
Abriss des Blauen Bocks

An der Stelle, an der der Blaue Bock stand, befand sich einst der Firmensitz des Textilgroßhändlers Heinrich Mittag. Für den Bau des Gebäudes wurden erhaltene und nach dem Zweiten Weltkrieg instandgesetzte Gebäude der Weinfaßstraße abgerissen. Der Blaue Bock wurde 1967 erbaut und sollte ursprünglich als Bauarbeiter-Hotel dienen. Stattdessen wurde er als Schwesternwohnheim der  naheliegenden Frauenklinik genutzt. Nach der Wende gab es mehrere Eigentümerwechsel. Die letzten Bewohner zogen 1992 aus, sodass das Gebäude mit Ausnahme der Ladenflächen im Erdgeschoss leer stand.
Im gleichen Jahr wurde der Bauzustand vom Hochbauamt geprüft, weil die Stadtverwaltung in dem sanierten Gebäude untergebracht werden sollte. Das Vorhaben wurde allerdings aus Kostengründen fallen gelassen. Stattdessen stand 1993 der Verkauf des Gebäudes an. Der Bankier Günter Follmer erhielt den Zuschlag für das unter städtischer Verfügung stehende Haus. Zugleich erhob die OHG Heinrich Mittag Einspruch, da sie seit der Wende versuchte, das lukrative Grundstück zurückzubekommen; der Einspruch wurde jedoch 1994 abgewiesen. Doch noch vor dem rechtsgültigen Kauf starb Follmer im Sommer 1995 und seine Erben erhoben keinen Anspruch auf das Kaufrecht. Daraufhin verhandelte die Stadt mit der OHG Heinrich Mittag, die ein „repräsentatives, für Magdeburg beispielgebendes Gebäude“ errichten wollte.
Zwischen 1992 und 1996 war es ruhig um den Blauen Bock, abgesehen vom Einzug des Bankhauses Löbbecke & Co., für das die erste Etage auf der rechten Seite über die Länge von neun Einraumwohnungen umgebaut und saniert wurde. Die darunter liegende Ladenfläche wurde zur Schalterhalle umgebaut.
Seitdem wurde der Blaue Bock auch für einige Kunstprojekte genutzt. So präsentierte beispielsweise im Sommer 1996 die Künstlerin Sabrina Hohmann ein Projekt, in dessen Rahmen für 14 Tage 280 Stühle von Magdeburgern an Stahlseilen an der Fassade aufgehängt wurden. Es sollte Inbesitznahme, das Sich-Zusammensetzen oder Auseinandersetzen symbolisieren.
Ende der 1990er-Jahre gab es außerdem Planungen für ein Großprojekt, das zusammen mit Karstadt entstehen sollte. Dabei sollten der Parkplatz hinter dem Warenhaus mit eingeschlossen und die beiden Gebäude miteinander verbunden werden. Karstadt zog sich jedoch zu Beginn des Jahres 1999 aus dem Projekt zurück.
Im Jahr 1999 waren Büll & Dr. Liedtke (B&L Immobilien AG) und die Stadtsparkasse Eigentümer des Blauen Bocks. Die B&L Immobilien AG nannte sich in DGAG Deutsche Grundvermögen AG um. Ende 2004 wurden zum ersten Mal die Mitglieder des „Magdeburger Clubs e. V.“ in das Gebäude gelassen. Rechtzeitig zum Nikolaustag startete er seine erste Aktion und brachte einen riesigen Adventskalender an der Fassade an. Durch die Beleuchtung verschiedener Fenster in den Abendstunden wurde das jeweilige Datum gezeigt. Von Dezember 2006 bis Juni 2007 beleuchtete darüber hinaus das Projekt „Bluebox“ den Blauen Bock von innen mit dimmbaren Baulampen. Im Jahr 2010 wurden ein riesiger Wal, dazu Schildkröte und Qualle an den Fensterscheiben von den Urbanpiraten gemalt. Der blaue Wal sollte Größe und Alter des blauen Bocks symbolisieren.
Zwischen 2011 und 2012 gab es mehrere Verhandlungen zwischen Prelios und verschiedenen Investoren über den Kauf, Abriss und Wiederaufbau des Blauen Bocks und einer anschließenden Vermarktung und Entwicklung für den Einzelhandel. 2014 konnte Prelios den Blauen Bock an die SWM verkaufen, die dort den Bau ihrer neuen Firmenzentrale plante. Daraufhin begannen noch im selben Jahr erste Entkernungsarbeiten.
2015 konnten interessierte Bürger noch einmal den Blauen Bock besichtigen.
Das Gebäude wurde im Jahr 2016 abgerissen.
Rund 15.000 Tonnen Beton und Bauschutt fielen beim Abriss des Blauen Bocks in Magdeburg an. Ein Großteil davon wurde recycelt und als Ausgleichsschicht auf Baustellen wiederverwendet. Außerdem wurde ein Segment mit vier Fenstern und Fliesen vor dem Abriss bewahrt. Es wird seinen Platz im neuen Verwaltungsgebäude der SWM finden.
2021 wurde der zwölfstöckige Neubau fertiggestellt.

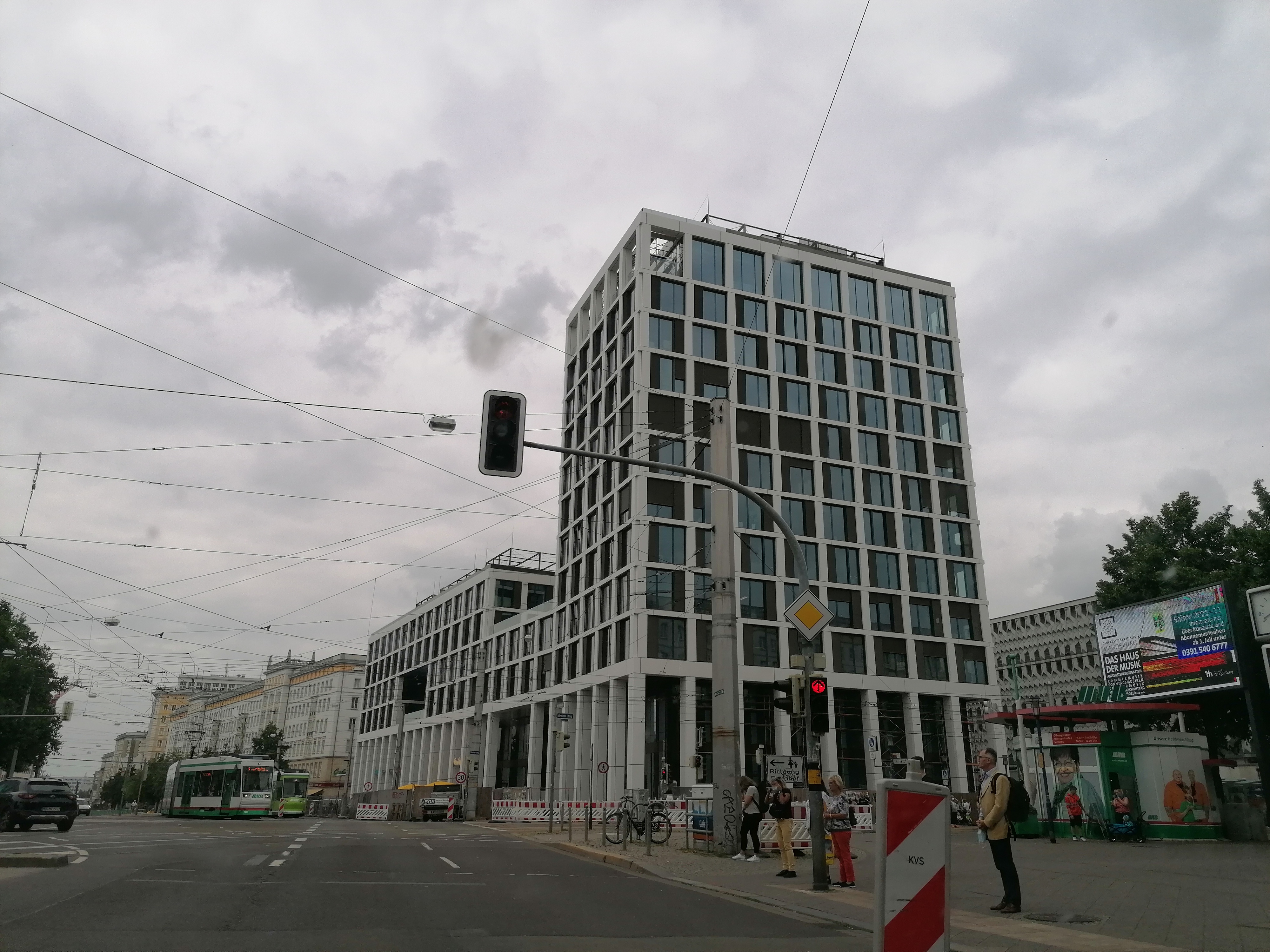
Der Neubau im Juli 2021

## Namensgebung
Wie der Blaue Bock zu seinem Namen kam, ist nicht eindeutig geklärt. Allerdings gibt es mehrere Erklärungen, wie er zu seinem Namen kam.
- Eine Erklärung ist, dass das Gebäude bereits zur Einweihung wegen seiner blauen Kacheln als Blauer Block bezeichnet wurde. Da sich dies jedoch für einige schwer aussprechen ließ und zu jener Zeit die Sendung aus dem Westdeutschen Fernsehen Zum Blauen Bock mit Heinz Schenk auch in Magdeburg populär war, wurde immer häufiger das L weggelassen.
- Die zweite Erklärung entspann sich daraus, dass im Blauen Bock zunächst viele junge, alleinstehende Damen und Herren lebten, die ihre Jugend genossen – meist ohne geschlossene Vorhänge. So konnten von außen viele Magdeburger Zeuge der Lebensfreude der Bewohner werden und sprachen in der Folge vom Bock im Blauen Block.
- Eine dritte Erklärung bezieht sich auf die Architektur des Gebäudes. Im östlichen Bereich des Gebäudes sollen die Säulen des Arkadenbereichs entfernt an die Läufe eines Ziegenbocks erinnert haben. In Kombination mit der Farbe der Kacheln ergab sich so die Bezeichnung Blauer Bock.